# Tweede Kamerverkiezingen 2003/Kandidatenlijst/Duurzaam Nederland
De kandidatenlijst voor de Tweede Kamerverkiezingen 2003 van Duurzaam Nederland was als volgt:
1. Seyfi Özgüzel - 4.276 stemmen
2. Ronald Zwiers - 86
3. Luc Sala - 68
4. Kensly Vrede - 107
5. Rob Hogendoorn - 40
6. Co Meijer - 21
7. Bülent Kiliç - 310
8. Haroon Raza - 854
9. Hüseyin Söner - 104
10. Mathi Nagan - 69
11. Laila Khamriche - 37
12. Asir Sari - 680
13. Kyra Kuitert - 37
14. Mustapha Eaisaouiyen - 26
15. Bedia Tanburoglu - 60
16. Mustafa Önlü - 142
17. Samy El-Kadi - 43
18. Sjors Beenker - 4
19. Haydar Saglam - 30
20. Caroline Wagenaar - 12
21. Engin Son - 24
22. Yasemin Alakoç - 66
23. Hüsne Evsen - 31
24. Sevim Dogan - 66
25. Yvonne Lambers-Tekintürk - 22
26. Ton Besselink - 14
27. Manuel Kneepkens - 42

CDA · LPF · VVD · PvdA · GroenLinks · SP · D66 · ChristenUnie · SGP · Leefbaar Nederland · DeConservatieven.nl · NCPN · Duurzaam Nederland · PvdT · Partij voor de Dieren · Lijst 16 · Vooruitstrevende Integratie Partij · AVD · Lijst Veldhoen
2002 · 2003